# Барбароните (сериал)
„Барбароните“ (на френски: Barbapapa en famille !) е френски анимационен сериал. Сериалът е римейк на оригиналния сериал „Татко Барба“. Сериалът е продуциран от „Нормаал Анимейшън“, съвместно с „ТФ1“, „Никелодеон“, „Теле-Квебек“ и „Ар Ти Ес“. Премиерата на втория сезон е излъчена на 5 октомври 2023 г.

## В България
В България сериалът е излъчен по локалната версия на „Ник Джуниър“ на 14 декември 2020 г.

### Нахсинхронен дублаж
| Роля               | Изпълнител |
| ------------------ | --- |
| Татко Барба        | Георги Георгиев-Гого |
| Мама Барба         | Елена Грозданова |
| Барбадей           | Евгения Ангелова |
| Барбадан           | Кристиян Върбановски (първи сезон) Андрей Манов (втори сезон) |
| Барбалячо          | Петър Каменов |
| Барбалена          | Ема Димитрова (първи сезон) Дебора Георгиева (втори сезон) |
| Барбалала          | Татяна Етимова (първи сезон) Кристина Топалова (втори сезон) |
| Барбарела          | Ива Стоянова |
| Барбарири          | Ния Кръстева |
| Ивет               | Венцислава Захариева-Асенова |
| Други гласове      | Ангелина Русева Васил Стаменов Георги Стоянов Гергана Цакова Девора Иванова Константин Лунгов Марио Иванов Нина Гавазова Симеон Дамянов Станислав Пищалов Стефан Иванов Цвети Пеняшки Цветослава Симеонова |
| Разказвач          | Сотир Мелев |
| Вокален изпълнител | Лина Шишкова |

| Обработка           | студио „Про Филмс“           |
| ------------------- | ---------------------------- |
| Режисьор на дублажа | Девора Иванова               |
| Тонрежисьори        | Владимир Бочев Симеон Либчев |